# Moriville
Ne doit pas être confondu avec Moriviller.
Moriville est une commune française située dans le département des Vosges en région Grand Est.
Ses habitants sont appelés les Morivillois.

### Localisation

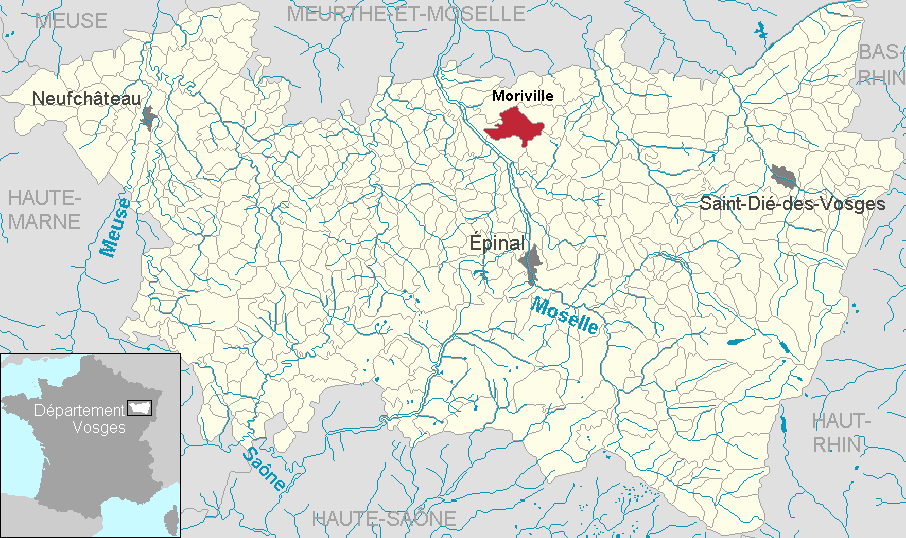
Localisation dans le département.

## Géographie

### Hydrographie et eaux souterraines
Hydrogéologie et climatologie : Système d’information pour la gestion des eaux souterraines du bassin Rhin-Meuse :
Territoire communal : Occupation du sol (Corinne Land Cover) ; Cours d'eau (BD Carthage),
Géologie : Carte géologique ; Coupes géologiques et techniques,
 Hydrogéologie : Masses d'eau souterraine ; BD Lisa ; Cartes piézométriques.
La commune est située dans le bassin versant du Rhin, au sein du bassin Rhin-Meuse. Elle est drainée par le ruisseau le Portieux,.

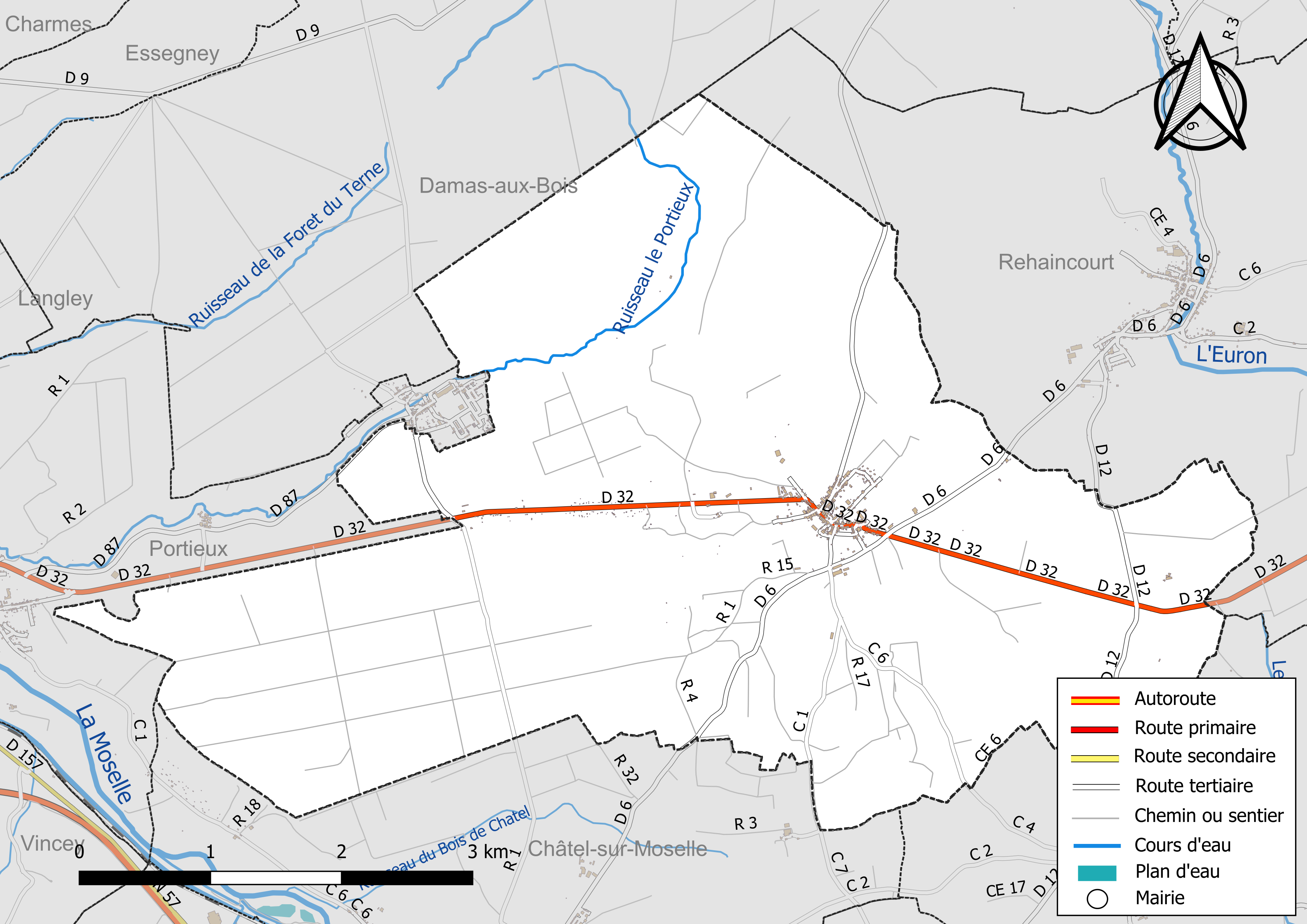
Réseaux hydrographique et routier de Moriville.

La qualité des eaux de baignade et des cours d’eau peut être consultée sur un site dédié géré par les agences de l’eau et l’Agence française pour la biodiversité.

### Sismicité
Commune située dans une zone 2 de sismicité faible.

### Climat
Pour des articles plus généraux, voir Climat du Grand Est et Climat des Vosges.
En 2010, le climat de la commune est de type climat de montagne, selon une étude du Centre national de la recherche scientifique s'appuyant sur une série de données couvrant la période 1971-2000. En 2020, Météo-France publie une typologie des climats de la France métropolitaine dans laquelle la commune est exposée à un climat semi-continental et est dans la région climatique  Lorraine, plateau de Langres, Morvan, caractérisée par un hiver rude (1,5 °C), des vents modérés et des brouillards fréquents en automne et hiver. 
Pour la période 1971-2000, la température annuelle moyenne est de 9,2 °C, avec une amplitude thermique annuelle de 16,9 °C. Le cumul annuel moyen de précipitations est de 851 mm, avec 12 jours de précipitations en janvier et 9,7 jours en juillet. Pour la période 1991-2020, la température moyenne annuelle observée sur la station météorologique de Météo-France la plus proche, « Roville », sur la commune de Roville-aux-Chênes à 13 km à vol d'oiseau, est de 10,3 °C et le cumul annuel moyen de précipitations est de 833,3 mm. 
La température maximale relevée sur cette station est de 40 °C, atteinte le 25 juillet 2019 ; la température minimale est de −24,5 °C, atteinte le 2 janvier 1971,,. 
Les paramètres climatiques de la commune ont été estimés pour le milieu du siècle (2041-2070) selon différents scénarios d'émission de gaz à effet de serre à partir des nouvelles projections climatiques de référence DRIAS-2020. Ils sont consultables sur un site dédié publié par Météo-France en novembre 2022.

## Urbanisme

### Typologie
Au 1er janvier 2024, Moriville est catégorisée commune rurale à habitat dispersé, selon la nouvelle grille communale de densité à sept niveaux définie par l'Insee en 2022.
Elle est située hors unité urbaine. Par ailleurs la commune fait partie de l'aire d'attraction d'Épinal, dont elle est une commune de la couronne,. Cette aire, qui regroupe 118 communes, est catégorisée dans les aires de 50 000 à moins de 200 000 habitants,.

### Occupation des sols
L'occupation des sols de la commune, telle qu'elle ressort de la base de données européenne d’occupation biophysique des sols Corine Land Cover (CLC), est marquée par l'importance des forêts et milieux semi-naturels (59,5 % en 2018), une proportion sensiblement équivalente à celle de 1990 (59,4 %). La répartition détaillée en 2018 est la suivante : 
forêts (52 %), prairies (28,4 %), terres arables (10,5 %), milieux à végétation arbustive et/ou herbacée (7,4 %), zones urbanisées (1,6 %), zones industrielles ou commerciales et réseaux de communication (0,1 %), zones agricoles hétérogènes (0,1 %). L'évolution de l’occupation des sols de la commune et de ses infrastructures peut être observée sur les différentes représentations cartographiques du territoire : la carte de Cassini (XVIIIe siècle), la carte d'état-major (1820-1866) et les cartes ou photos aériennes de l'IGN pour la période actuelle (1950 à aujourd'hui).

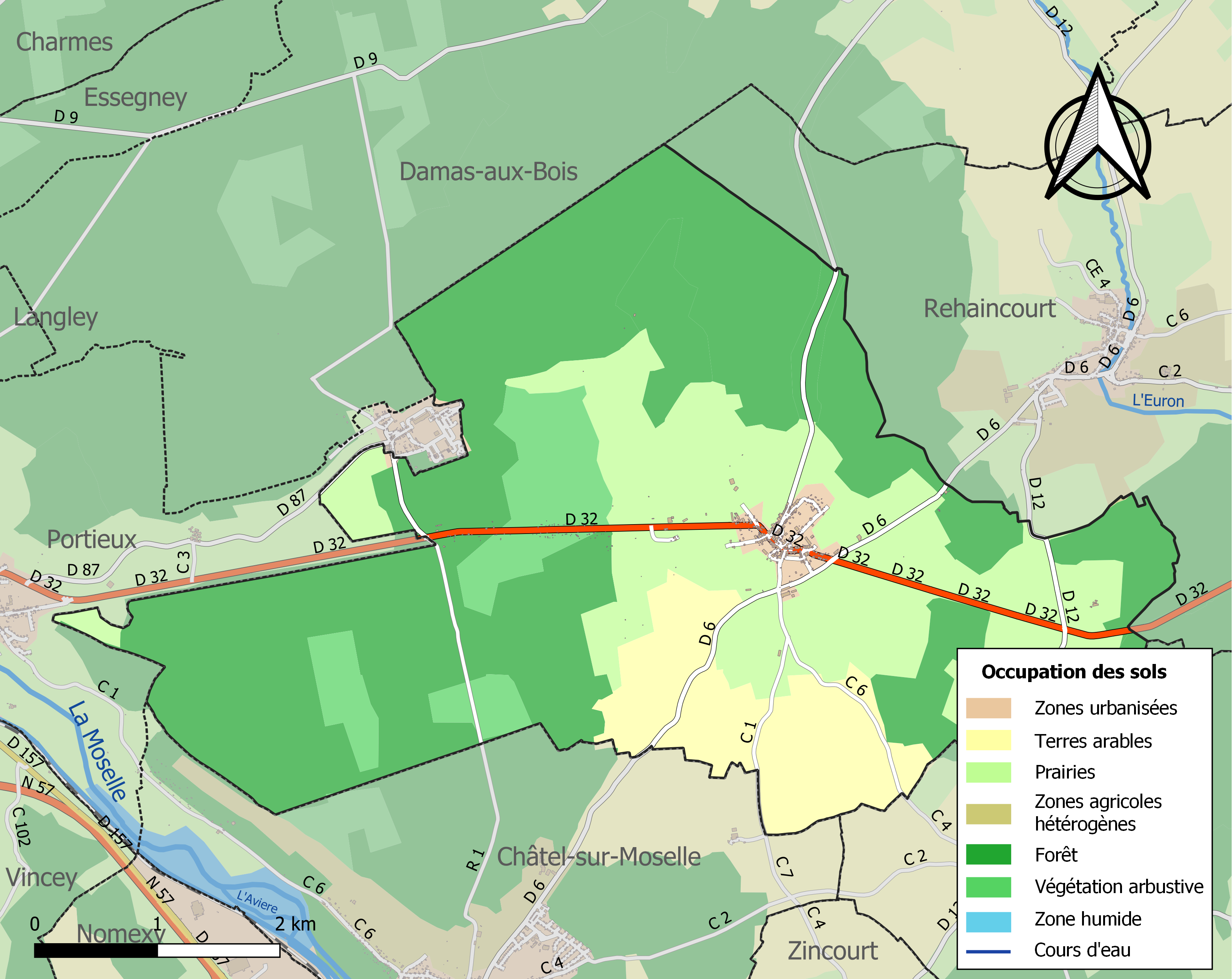
Carte des infrastructures et de l'occupation des sols de la commune en 2018 (CLC).

### Voies de communications et transports

#### Voies routières

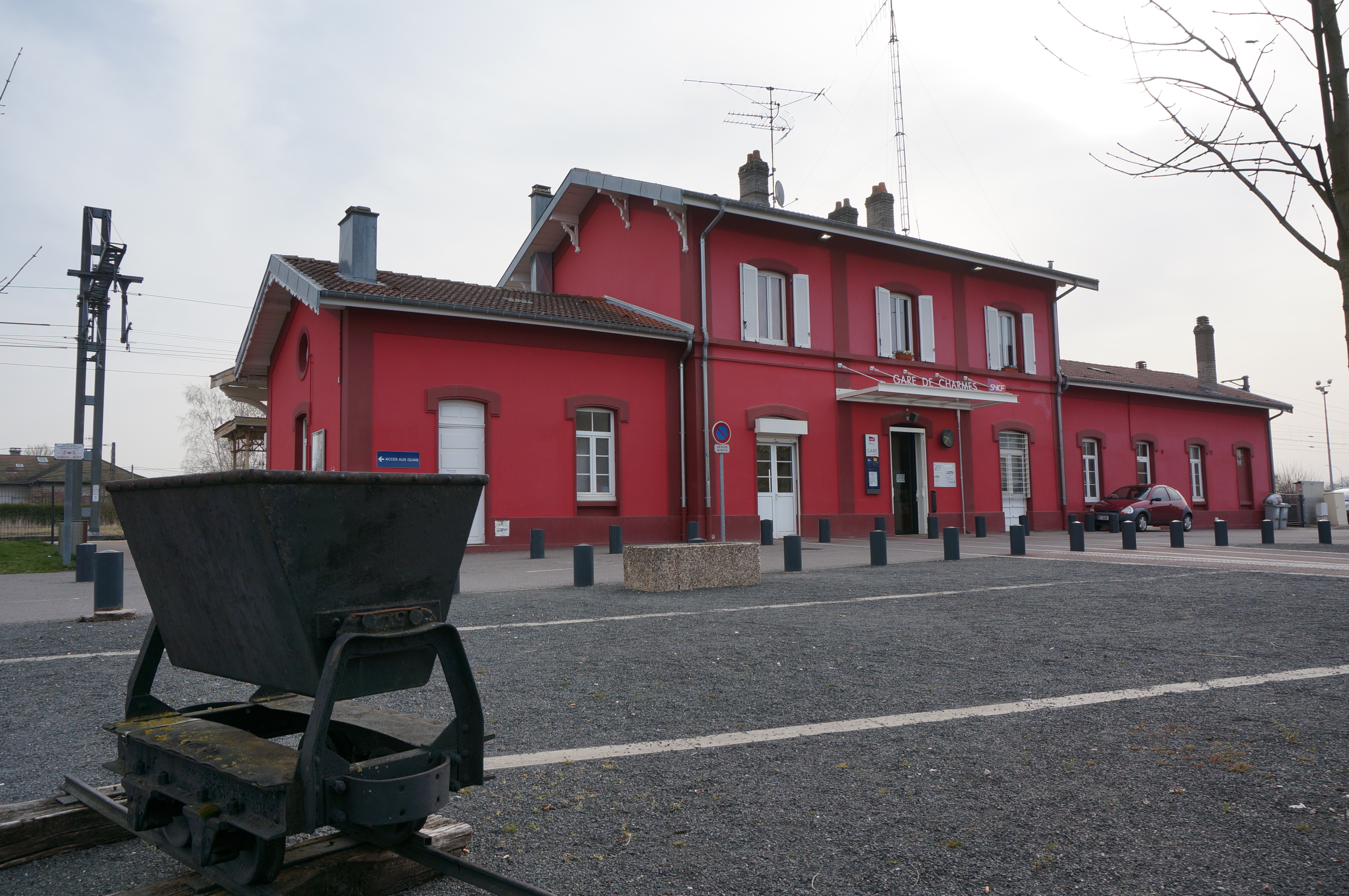
Gare de Charmes.

- D6 vers Chatel-sur-Moselle[15].
- D32 vers Saint-Genest, Portieux.

#### Transports en commun
- Fluo Grand Est.

#### Lignes SNCF
- Gare de Charmes.
- Gare de Thaon.
- Gare d'Épinal.

## Toponymie
Anciennes graphies : Murini villa en 1134 ; Alodium Morivillœ en 1172 ; Moringvilla en 1226 ; Ecclesia Muri Vile au XIIIe siècle ;  Moriville en 1413 ; Moreville en 1475 ; Moriville en 1505 ; Mouriville en 1534 ; Mauriville en 1625 ; Moriviller en 1656 ; Mauritii Villa en 1756.

## Histoire
La première mention de la localité connue à ce jour date de 1114 sous le nom de Maurtivilla ou Murini Villa, dans un titre relatif au prieuré de Belval.

### Moyen Âge
Au Moyen Âge, Moriville était le chef-lieu d'une féauté. Selon l'abbé Pierfitte, les territoires de Châtel-sur-Moselle, Rehaincourt, Portieux et Hadigny-lès-Verrières sont issus du démembrement du ban de Moriville. Le premier découpage eu lieu vers 1104 lorsque l'évêque de Toul retrancha la paroisse de Portieux.
En 1172, Pierre de Brixey, évêque de Toul, confirme la donation par Gérard, comte de Vaudémont de la cense de Bedon et de celle de Soisonpré sur le ban de Moriville.
Il semble que le village ait appartenu pendant quelque temps au duché de Bourgogne, notamment en 1227.

### Ancien régime
La commune dépendait directement du duc de Lorraine et du bailliage de Châtel pendant le règne du duc Léopold. En 1718, ce prince fait un don à Madame Charlotte Eraldine D'Anglure, veuve de Georges de Lambertye, ancien maréchal de Lorraine et Barrois. Il lui accorde, pour sa vie durant seulement, les hautes, moyennes et basses justice de Moriville ainsi que le domaine dépendant.
Au spirituel, Moriville dépendait de la paroisse de Châtel-sur-Moselle, doyenné d’Épinal.
En 1854, la commune est à son tour frappée par l'épidémie de choléra qui sévit dans la région. La presse régionale annonce le décès de 83 personnes victime de cette maladie à Moriville.

### Guerre de 1870

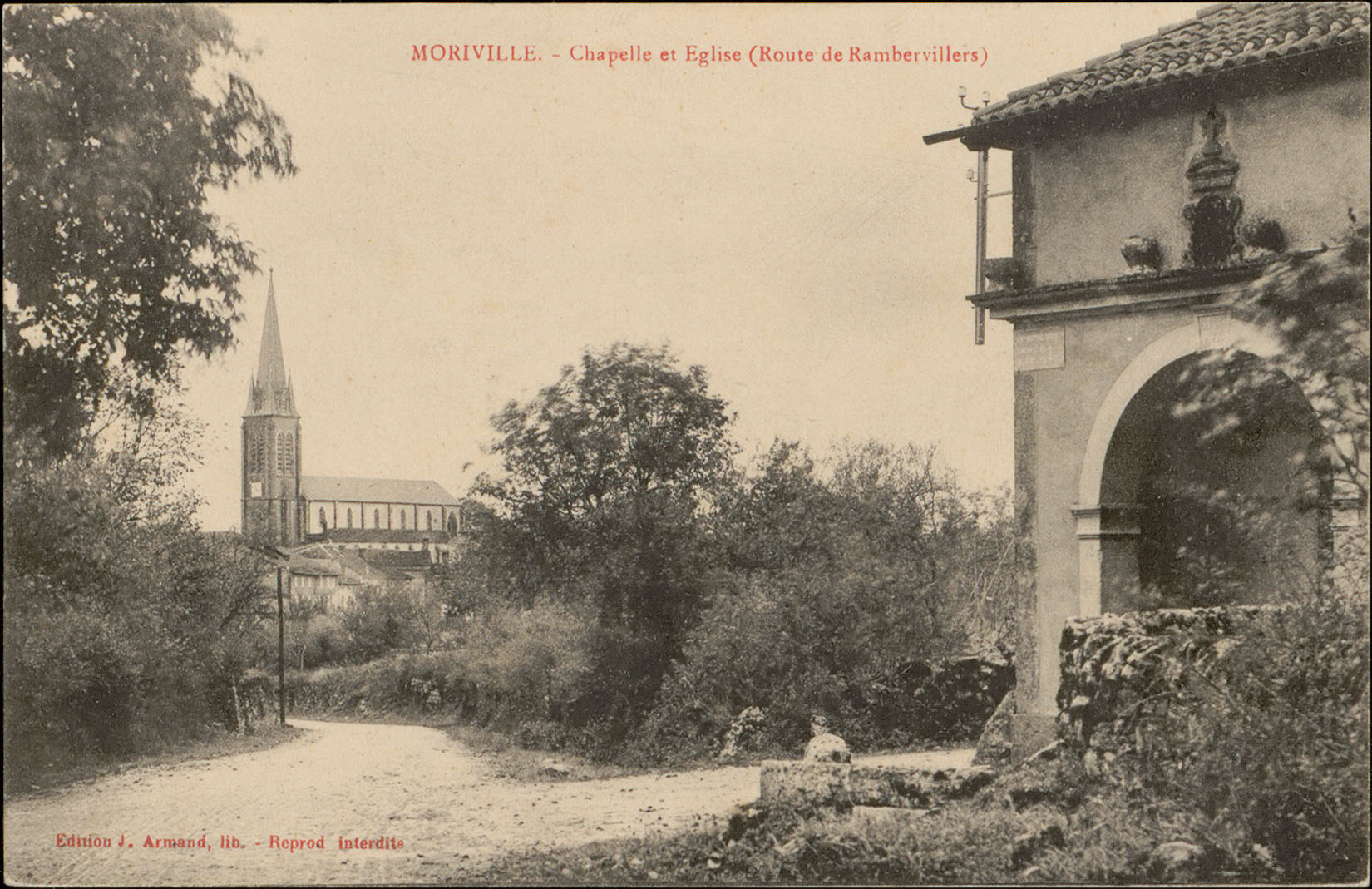
Carte postale de Moriville montrant la chapelle et l'église, sur la route de Rambervillers.

Comme beaucoup d'autres communes occupées par les prussiens, Moriville a eu son lot de réquisitions et de sanctions arbitraires en 1871. Le maire de l'époque refusa d'abord d'accéder à la demande de fourrage présentée par un sous-officier hussard, sachant bien qu'il ne serait jamais remboursé. Quatre jours plus tard, le maire recevait une injonction qui ne souffrait ni discussion, ni délai. Le gouvernement français remboursa, avec plusieurs années de retard, une partie des sommes avancées par les communes et par les particuliers qui pouvaient justifier ces réquisitions.

### Chemin de fer

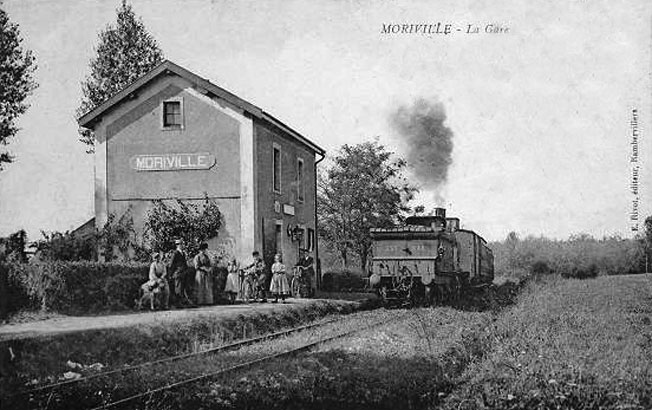
L'ancienne gare de Moriville

Moriville a bénéficié d'une gare de voyageurs de 1871 à 1935 sur la ligne de Charmes à Rambervilliers. Le choix de l'emplacement de ce que l'on appelait une station donna lieu à un véritable clochemerle. En l'absence de maire, le conseil municipal est présidé par le premier adjoint dont les sympathies républicaines ne sont pas partagées par le préfet impérial. L'assemblée municipale choisi d'implanter la gare au lieu-dit Boispré. Il se dit alors que l'opposition ayant le soutien de la préfecture, elle fait nommer par décret impérial un maire conservateur. Ce choix ne fut pas du goût de la majorité qui démissionna, laissant un conseil composé de seulement cinq membres sur douze. Cela ne dérangea pas le nouveau maire qui s'empressa d'annuler le premier emplacement et de choisir une nouvelle implantation, sur le chemin de Damas. Le conseil municipal étant incomplet, cette décision était illégale mais aucune autorité ne s'en émut. L'enquête publique diligenté par la préfecture confirma ce choix. Entre-temps, survint la guerre de 1870 et l'effondrement du régime impérial. Des élections eurent lieu en 1871 et c'est le premier adjoint qui fut élu maire. Il dénonça alors la délibération illégale de son prédécesseur et les nouvelles autorités furent contraintes de reconnaître les faits et d'annuler du même coup l'enquête publique. Compte tenu des tensions locales, on demanda aux habitants de se prononcer soit en faveur de Boispré, soit en faveur du chemin de Damas. Le résultat fut sans équivoque. Les électeurs choisirent Boispré par 85 voix contre 72. Il faut dire que ce choix aurait rapproché la gare de plusieurs centaines de mètres. Ce n'était pas négligeable à une époque où la majorité des habitants se déplaçaient à pieds. Une nouvelle enquête publique eut lieu. Très curieusement, elle ne tint aucun compte de l'avis des habitants et choisit le chemin de Damas. Cette proposition fut entérinée par les autorités départementales. Cette affaire permit à la presse régionale de publier de nombreuses lettres anonymes qui envenimèrent les débats.

### Bureau de poste
Un bureau de poste pour les communes de Moriville et de Damas-aux-Bois fut mis en service à Moriville le 1er mai 1894.

### Dissolution du conseil municipal
En 1906, constatant que le conseil est divisé en deux camps égaux et que, par voie de conséquence, plus aucune décision ne peut être prise, le Président de la République publie un décret décidant la dissolution de l'assemblée municipale.

## Politique et administration

### Liste des maires
| Période                                  | Période    | Identité          | Étiquette    | Qualité                                             |
| ---------------------------------------- | ---------- | ----------------- | ------------ | --------------------------------------------------- |
| Les données manquantes sont à compléter. |            |                   |              |                                                     |
| 1800                                     | après 1830 | Henry Banneraut   |              |                                                     |
| 1870                                     | 1871       | Sébastien Parisot | bonapartiste | nommé par le préfet                                 |
| 1871                                     | 1889       | Banneraut         | républicain  | élu conseiller d'arrondissement officier d'académie |
|                                          |            |                   |              |                                                     |
| mars 2001                                | mars 2008  | Gérard Asseline   |              |                                                     |
| mars 2008                                | avril 2014 | Robert Choux      |              |                                                     |
| avril 2014                               | En cours   | Alain Gamet       |              |                                                     |

### Budget et fiscalité 2022

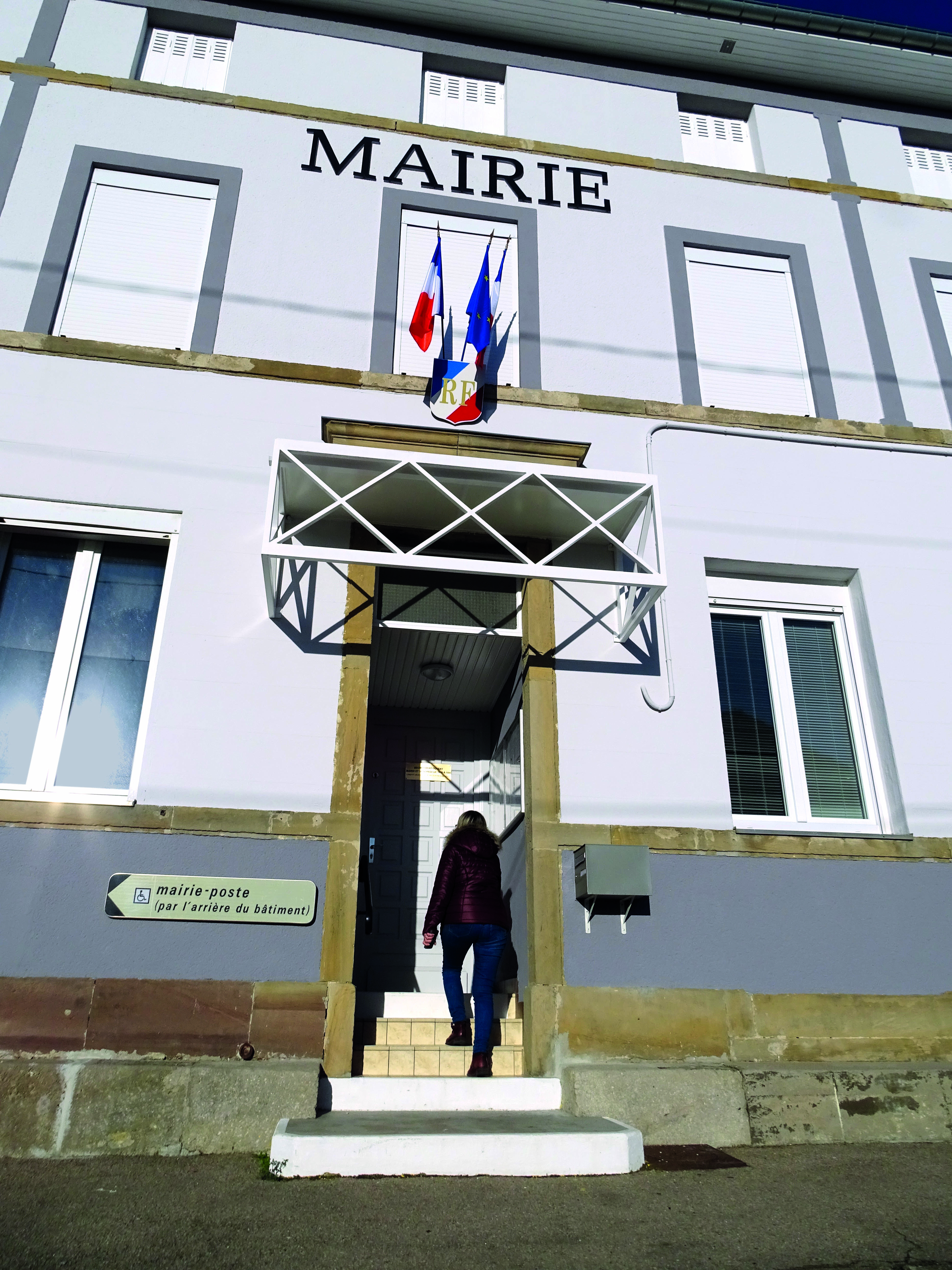
La Mairie.

En 2022, le budget de la commune était constitué ainsi :
- total des produits de fonctionnement : 661 000 €, soit 1 545 € par habitant ;
- total des charges de fonctionnement : 419 000 €, soit 978 € par habitant ;
- total des ressources d'investissement : 266 000 €, soit 621 € par habitant ;
- total des emplois d'investissement : 166 000 €, soit 389 € par habitant ;
- endettement : 140 000 €, soit 328 € par habitant.

Avec les taux de fiscalité suivants :
- taxe d'habitation : 9,28 % ;
- taxe foncière sur les propriétés bâties : 36,60 % ;
- taxe foncière sur les propriétés non bâties : 17,33 % ;
- taxe additionnelle à la taxe foncière sur les propriétés non bâties : 0,00 % ;
- cotisation foncière des entreprises : 0,00 %.

Chiffres clés Revenus et pauvreté des ménages en 2021 : médiane en 2021 du revenu disponible, par unité de consommation : 21 260 €.

## Population et société

### Démographie

#### Évolution démographique
L'évolution du nombre d'habitants est connue à travers les recensements de la population effectués dans la commune depuis 1793. Pour les communes de moins de 10 000 habitants, une enquête de recensement portant sur toute la population est réalisée tous les cinq ans, les populations de référence des années intermédiaires étant quant à elles estimées par interpolation ou extrapolation. Pour la commune, le premier recensement exhaustif entrant dans le cadre du nouveau dispositif a été réalisé en 2007.

En 2022, la commune comptait 436 habitants, en évolution de +1,16 % par rapport à 2016 (Vosges : −2,96 %, France hors Mayotte : +2,11 %).
| 1793 | 1800 | 1806 | 1821 | 1831 | 1836 | 1841 | 1846 | 1856 |
| ---- | ---- | ---- | ---- | ---- | ---- | ---- | ---- | ---- |
| 481  | 527  | 525  | 618  | 647  | 690  | 702  | 739  | 735  |

| 1861 | 1866 | 1876 | 1881 | 1886 | 1891 | 1896 | 1901 | 1906 |
| ---- | ---- | ---- | ---- | ---- | ---- | ---- | ---- | ---- |
| 748  | 731  | 714  | 776  | 798  | 785  | 763  | 764  | 740  |

| 1911 | 1921 | 1926 | 1931 | 1936 | 1946 | 1954 | 1962 | 1968 |
| ---- | ---- | ---- | ---- | ---- | ---- | ---- | ---- | ---- |
| 696  | 567  | 575  | 511  | 487  | 401  | 463  | 418  | 411  |

| 1975 | 1982 | 1990 | 1999 | 2006 | 2007 | 2012 | 2017 | 2022 |
| ---- | ---- | ---- | ---- | ---- | ---- | ---- | ---- | ---- |
| 393  | 389  | 380  | 401  | 434  | 438  | 431  | 433  | 436  |

### Enseignement
Établissements d'enseignements :
- Écoles maternelles et primaires à Rehaincourt, Châtel-sur-Moselle, Hadigny-les-Verrières, Nomexy, Portieux.
- Collèges à Châtel-sur-Moselle, Charmes, Thaon-les-Vosges, Rambervillers.
- Lycées à Thaon-les-Vosges, Roville-aux-Chênes, Épinal.

### Santé
Professionnels et établissements de santé :
- Médecins à Châtel-sur-Moselle, Nomexy, Vincey, Girmont, Thaon-les-Vosges, Charmes.
- Pharmacies à Châtel-sur-Moselle, Portieux, Nomexy, Vincey, Thaon-les-Vosges, Charmes.
- Hôpitaux à Châtel-sur-Moselle, Thaon-les-Vosges, Charmes, Rambervillers.

### Cultes
- Culte catholique, Paroisse Bienheureux-Jean-Martin-Moyë[36], Diocèse de Saint-Dié.

## Économie

### Entreprises et commerces

#### Agriculture
- Élevage de vaches laitières.
- Élevage d'autres animaux.

#### Tourisme
- Hébergements et restauration à Bulgnéville, Contrexéville, Châtenois, Vittel.

#### Commerces
- Commerces et services de proximité.

## Culture locale et patrimoine

### Lieux et monuments

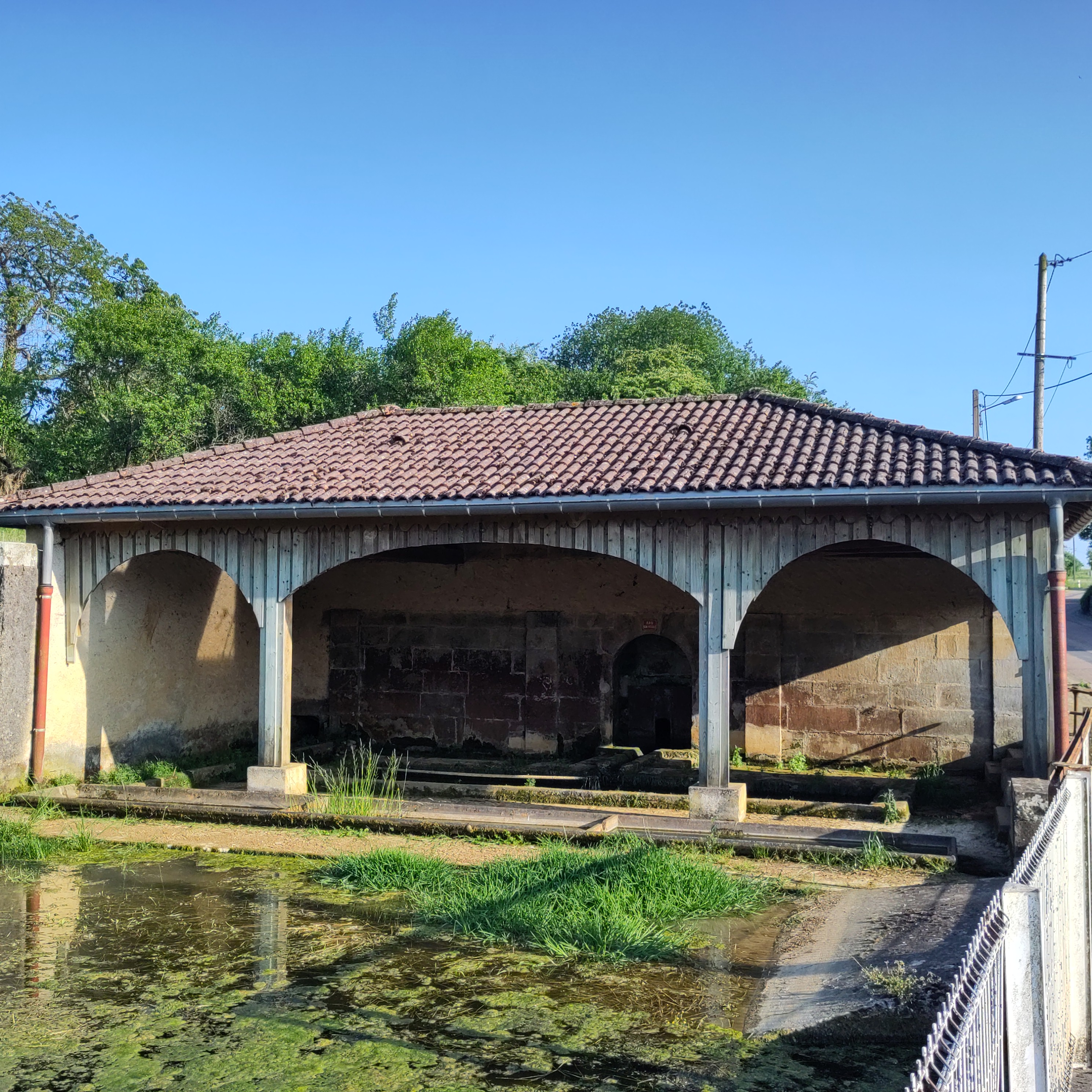
Le lavoir conservé dans son état originel.
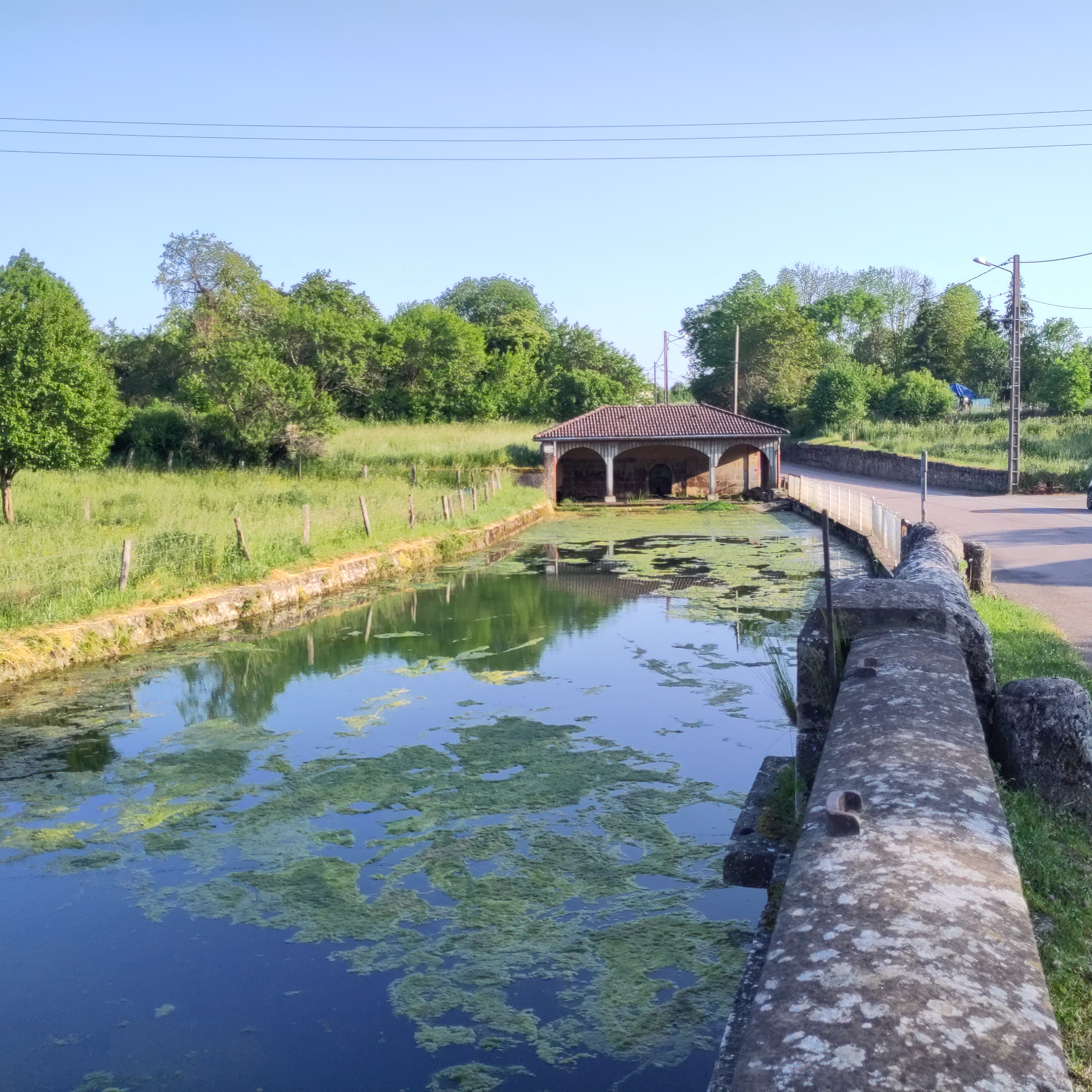
Le guéoir habilement valorisé en réserve incendie ; avec le lavoir au fond.
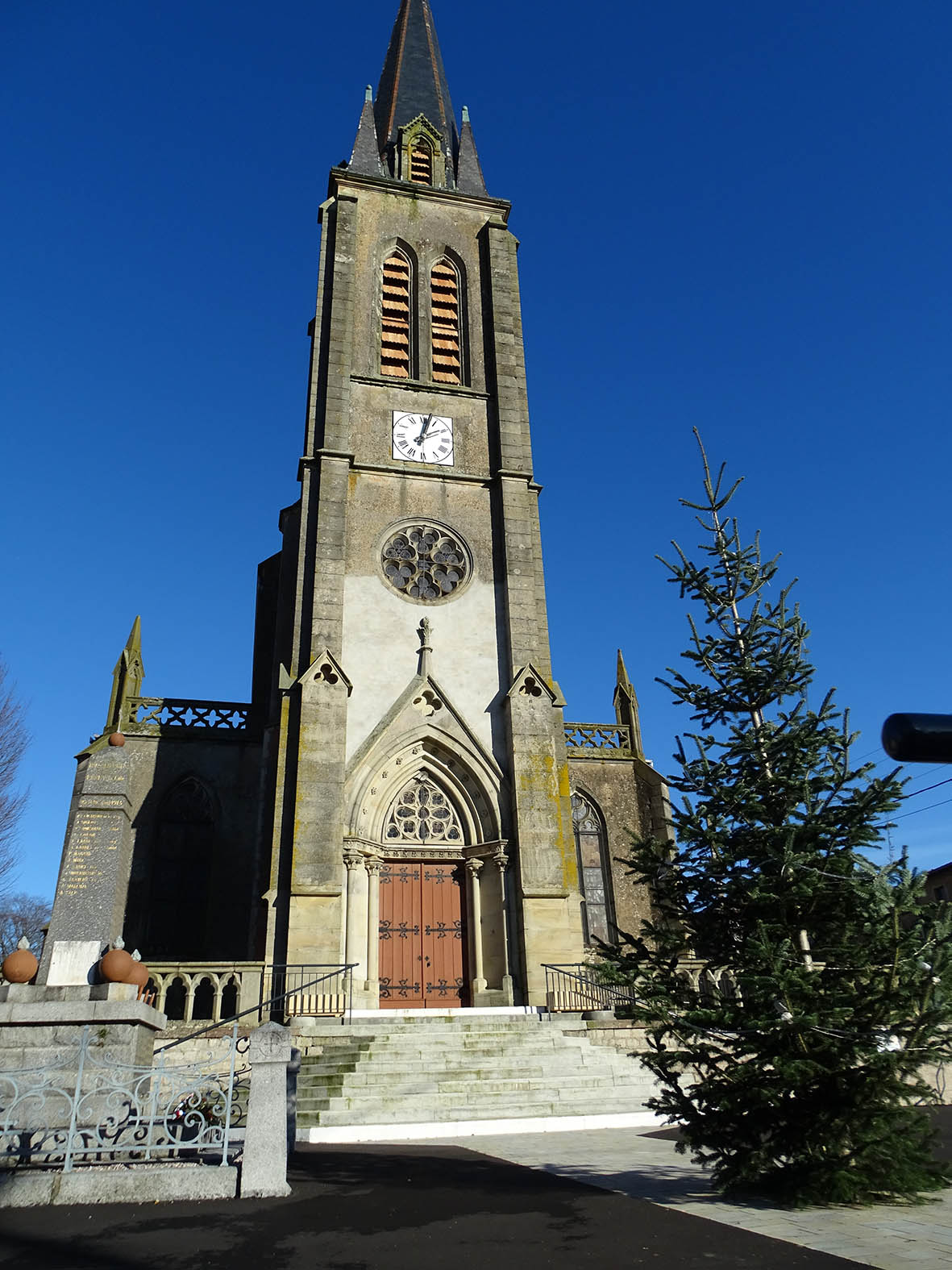
Église Saint-Maurice.
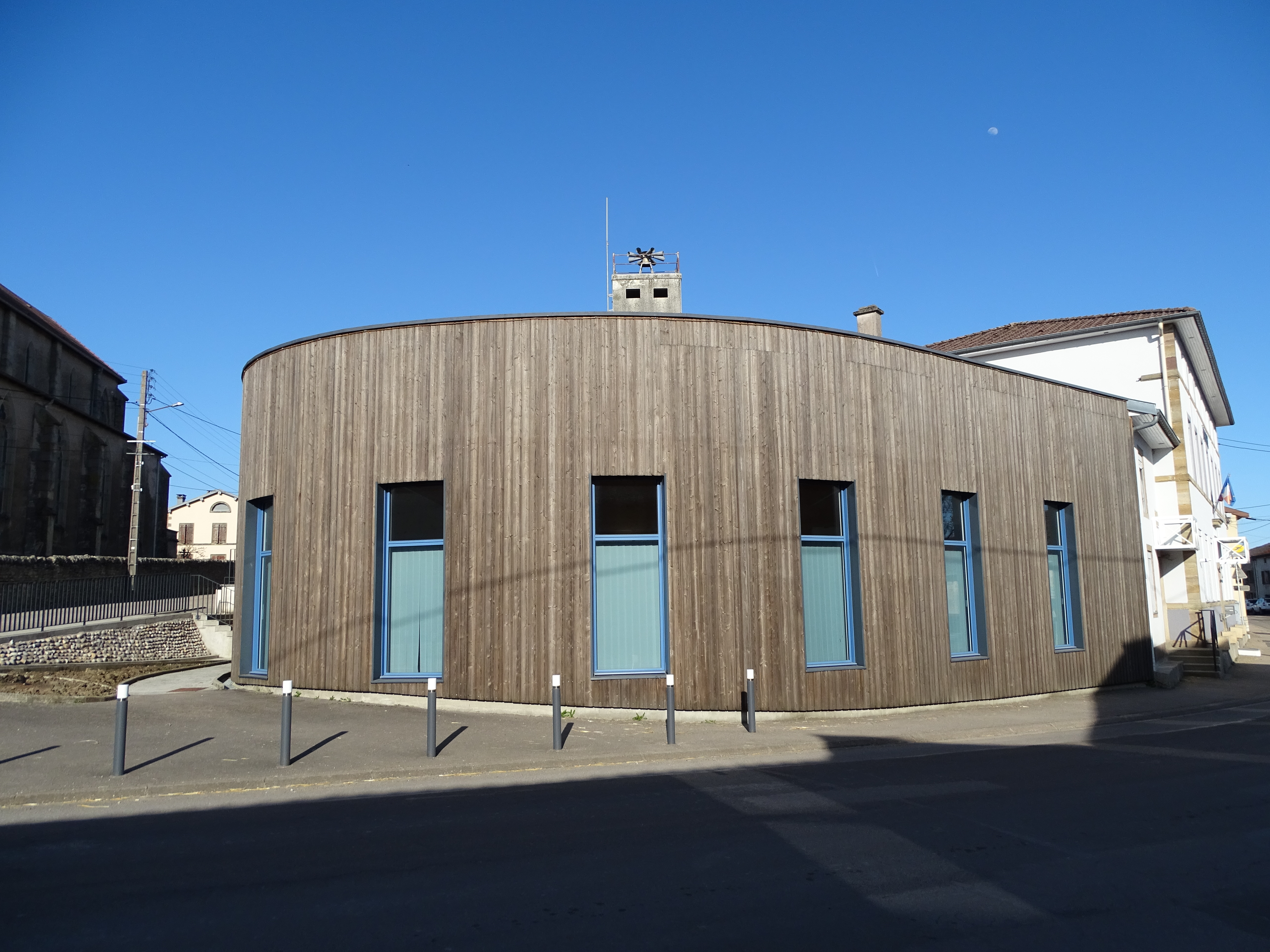
La salle des associations.
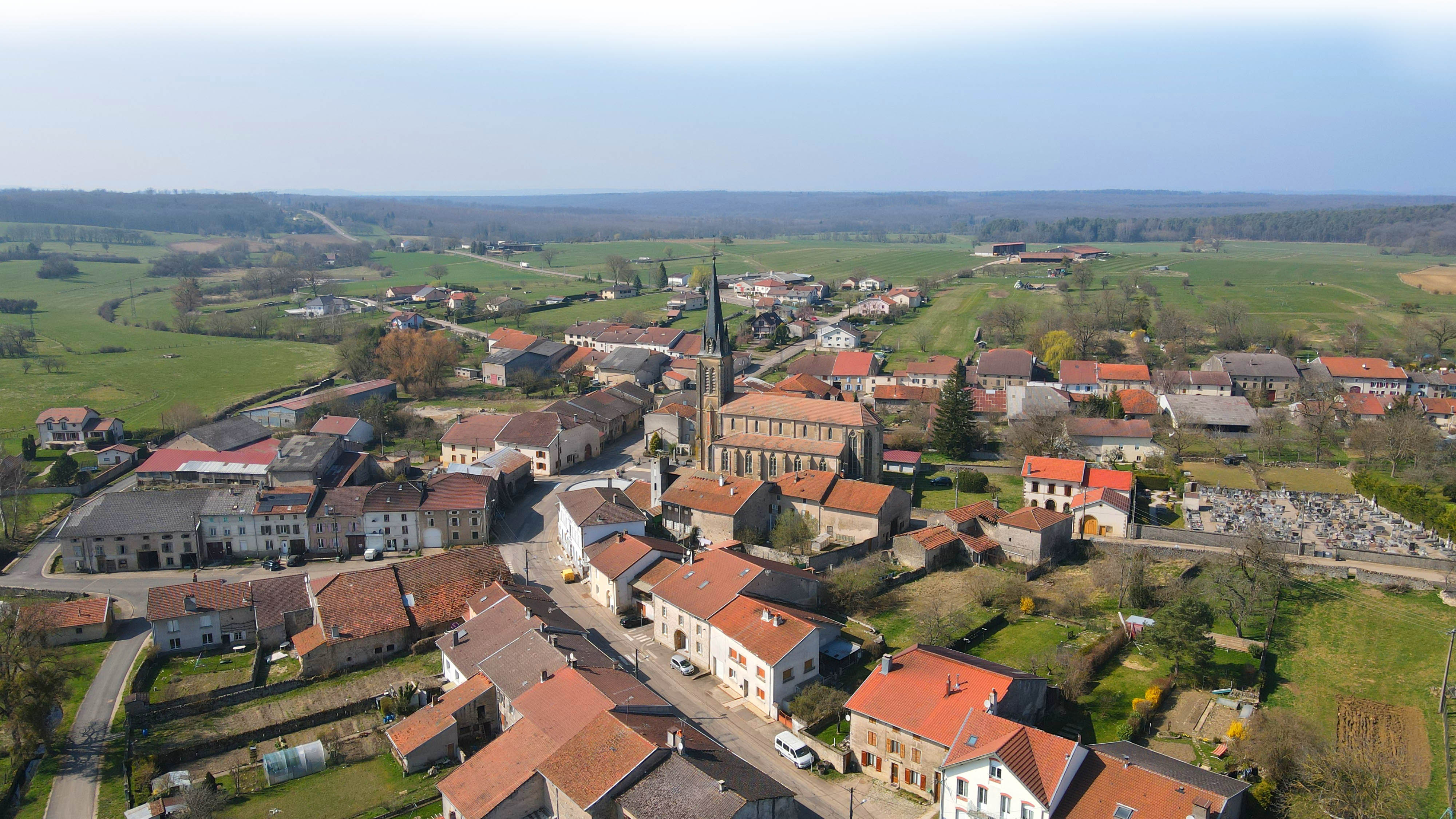
Vue aérienne.
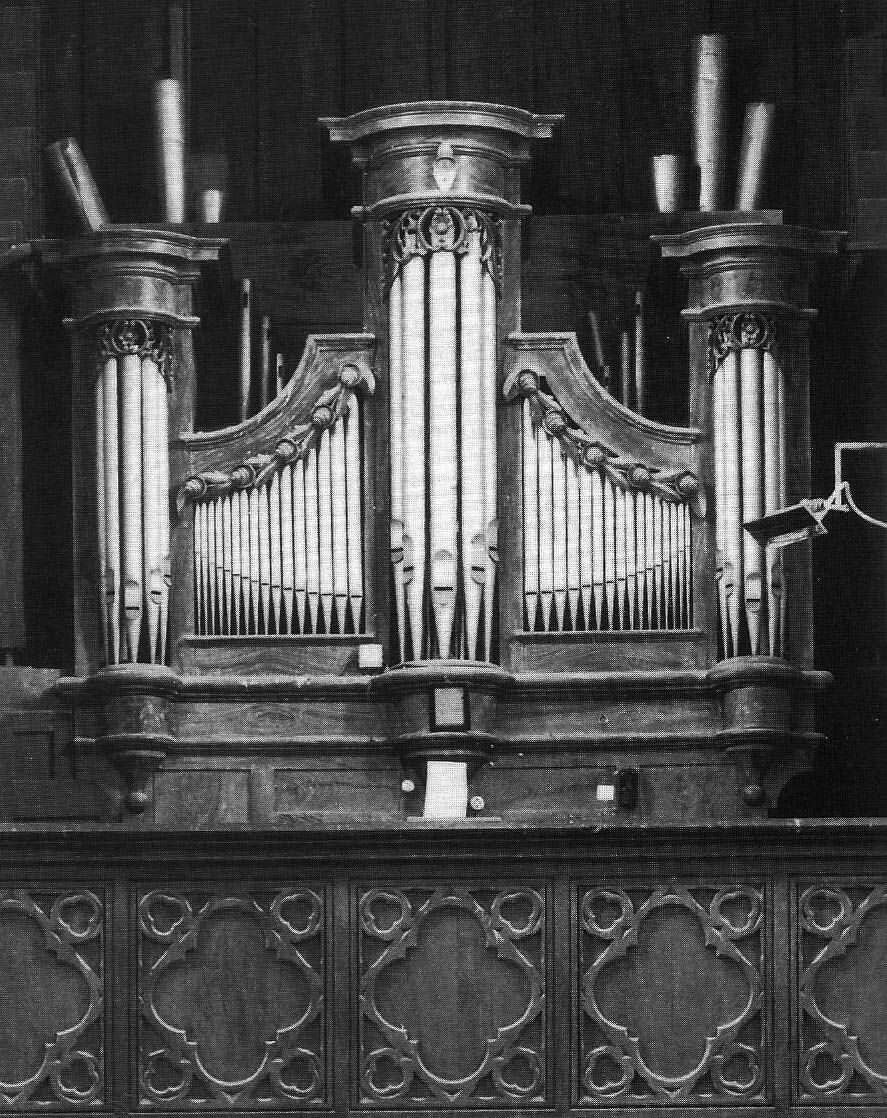
L'orgue de l'église Saint-Maurice.
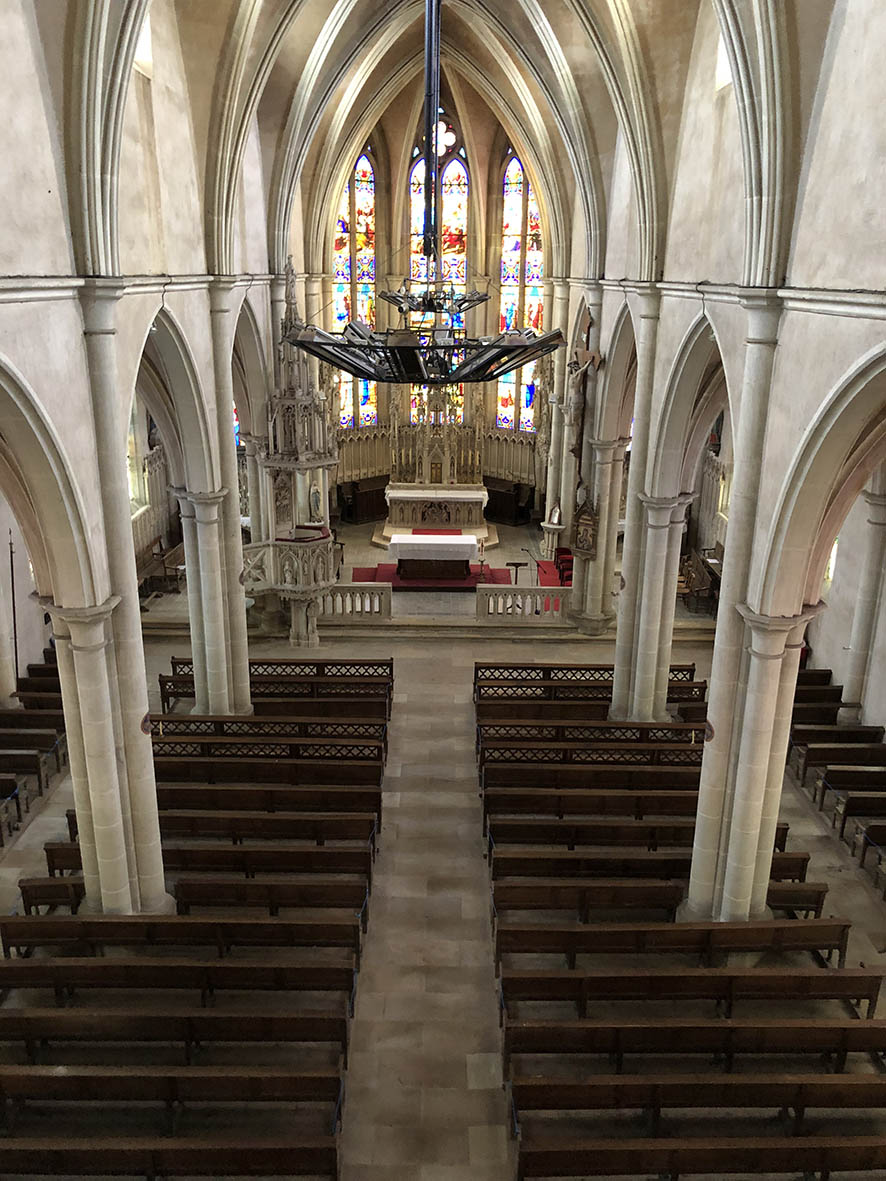
Vue intérieure de l'église.

- Église Saint-Maurice construite en 1857-58 et consacrée en 1858[37]. Elle fut bâtie sur l'emplacement d'un ancien édifice jugé vétuste et trop petit. La flèche qui surmonte la tour a été posée en 1879 et s'élève à 38 m ;

L'orgue de l'église est de Jean-Nicolas Jeanpierre. Il a été fabriqué autour de 1884-87. Il figure parmi les premières orgues du manufacturier ;
- Chapelle Notre Dame de grâce, propriété de la commune depuis 2016[39],

2 statues : Saint Pierre, Saint Paul,
Statue : Vierge à l'Enfant ;
- 4 calvaires ;
- Monument aux morts[42],[43].

### Personnalités liées à la commune
- André Poirson (1920-2003), peintre et sculpteur né à Moriville.

### Héraldique
| Blason de Moriville | Blason  | Tranché : au 1er d'or à un arbre arraché de sinople, au 2d d'azur à un rencontre de cerf d'or ; à la bande de gueules chargée de trois alérions d'argent brochant sur la partition. |
| Blason de Moriville | Détails | Adopté en 2002 et modifié en octobre 2022. |

### Blason populaire et folklore
Les habitants de Moriville sont surnommés les loups,.

## Pour approfondir